# 酷爸俏妈
《酷爸俏妈》（英語：KUBA QIAOMA）由丁黑、鲍成志联合执导，李光洁（兼任幕后策划人）、佟丽娅、赵子琪、高亚麟、高露领衔主演，周德华、朱锐、陈文淇、彭艺博联合主演的都市浪漫爱情喜剧，也是东阳市乐视花儿影视文化有限公司、浙江东阳心悦影视文化传媒有限公司、致远博翱影业（北京）有限公司、北京世纪博英影视传媒有限公司及广东润视影音制作有限公司联合出品的作品。该剧于2015年2月19日在绍兴新闻综合频道首播。2015年4月13日，在东方卫视及北京卫视黄金档上星播出。

## 制作
2014年6月16日，剧组在北京正式开机，并与9月3日顺利杀青。

## 电视剧原声带

### 中国大陆
| 曲序 | 曲目                     |      | 作曲   | 演唱者       |
| ---- | ------------------------ | ---- | ------ | ------------ |
| 1.   | 《管你爱不爱》（主题曲） | 陈曦 | 董冬冬 | 佟丽娅       |
| 2.   | 《不一样》（片尾曲）     | 陈曦 | 董冬冬 | 李光洁、高露 |